# Пюхяярви (озеро, Суоярвский район)
Пю́хяя́рви (устар. Пюхя-ярви; фин. Pyhäjärvi) — озеро на территории Лоймольского сельского поселения Суоярвского района Республики Карелия.

## Общие сведения
Площадь озера — 4,5 км², площадь бассейна — 33,8 км². Располагается на высоте 75,0 метров над уровнем моря.
Форма озера овальная, вытянутая с севера на юг. Берега каменисто-песчаные, частично заболочены, сильно изрезаны, в результате чего у озера имеются заливы: на юге — Венелахти (фин. Venelahti), Алайоэнсуу (фин. Alajoensuu), Юляйоэнсуу (фин. Yläjoensuu) и Тервалахти (фин. Tervalahti), на западе — Катитсанлахти (фин. Katitsanlahti), Пёкрянлахти (фин. Pökränlahti) и на севере — Сюськюянранта (фин. Syskyänranta).
На озере пять островов различной величины: Перттисаари (фин. Perttisaari) (самый крупный), Руиссаари (фин. Ruissaari), Палосаари (фин. Palosaari), Локкасаари (фин. Lokkasaari) и Аканлуото (фин. Akanluoto) (самый маленький).
С запада и юго-востока в озеро втекают безымянные ручьи. Из южной оконечности озера вытекает водоток без названия, впадающий в озеро Вуортанаярви, из которого берёт начало река Койринйоки.
Озеро расположено в трёх километрах к северу от трассы Р21 («Сортавала»).
Код водного объекта в государственном водном реестре — 01040300211102000013780.
Название озера переводится с финского языка как «святое озеро».

## Панорама

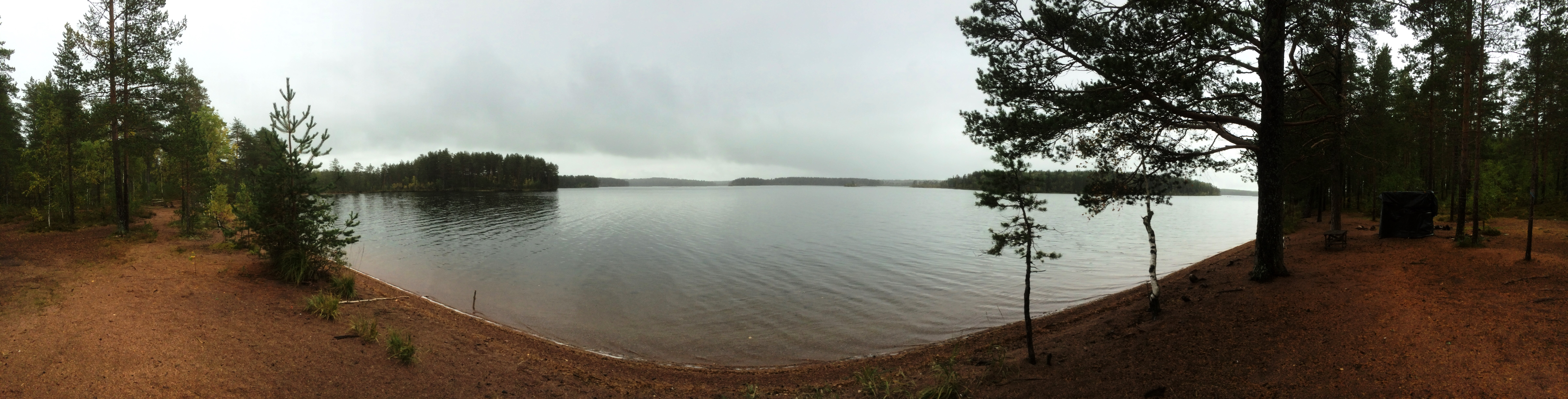
Панорама